# Gerlinde Wallner
Gerlinde Petrić-Wallner (* 1. Oktober 1982 in Steyr) ist eine österreichische Radiomoderatorin.

## Werdegang
Nach der Matura am Stiftsgymnasium Seitenstetten studiert sie an der Universität Wien Soziologie. Nach dem Absolvieren der katholischen Medienakademie arbeitet sie für die Austria Presse Agentur, die Furche sowie Ö1.  Seit 2011 ist sie Redakteurin bei Radio klassik Stephansdom und für Nachrichten und Reportagen zuständig.

## Anerkennungen
- 2013: Journalismuspreis "von unten" der österreichischen Armutskonferenz, Anerkennungspreis in der Kategorie Radio.[3][4]
- 2016: Österreichischer Radiopreis (Bronze, Kategorie "Bester Regionalbericht").[5][6][7]
- 2017: Nominierung für den Dr. Karl-Renner-Publizistikpreis (Kategorie "Radio").[8][9]
- 2017: Österreichischer Radiopreis (Gold, Kategorie "Bester Wortbeitrag").[10][11][12]
- 2019: Silver Living JournalistInnen Award – Leben im Alter.[13] (2. Platz, Kategorie "Hörfunk").[14]
- 2019: Plan Medienpreis für Kinderrechte (2. Platz).[15][16]
- 2019: Prälat-Leopold-Ungar-JournalistInnenpreis (1. Platz, Kategorie "Radio")[17]